# Natters
Natters is een gemeente in het district Innsbruck Land van de Oostenrijkse deelstaat Tirol.
Natters ligt in een inzinking op een middelgebergteterras ten zuidwesten van Innsbruck. Een terras vormt de natuurlijke grens met de zuidelijke buurgemeente Mutters. De dichtbebouwde dorpskern heeft nog een echt agrarisch karakter, terwijl aangrenzend diverse woonkernen zijn ontstaan als gevolg van de sterke bevolkingsgroei in de directe omgeving van Innsbruck. De gemeente bestaat uit de delen Natters-Dorf en Neugötzens.
In Natters is een vestiging van het deelstaatsziekenhuis Tirol, gericht op longziekten.
Het nabijgelegen meer Natterer See is een geliefd recreatiegebied. Zoals veel meren in de omgeving werd dit meer aan het eind van de 15e eeuw kunstmatig gevormd. In het visserijboek van keizer Maximiliaan I wordt het als Ödenhauser Weiher vermeld. In de loop der jaren droogde het meer op, maar in 1930 is het opnieuw aangelegd en tegenwoordig is het opengesteld voor badgasten en vissers.
Natters is vanuit Innsbruck bereikbaar via de Brennerstraße (B182), de Neugötzener Straße (L304) en de Natterer Straße (L226), en via de Stubaitalspoorlijn.

## Geschiedenis
Vondsten uit de brons- en ijzertijd hebben aangetoond dat het gebied rondom Natters al lange tijd bewoond wordt. Ook uit de Romeinse tijd zijn diverse sporen gevonden. In de 6e eeuw kwamen Bajuwaren in het gebied wonen. Natters werd in 1151 voor het eerst officieel genoemd. Tussen de Brennerstraat en de Sill stond lange tijd de Sonnenburg, die in 1253 voor het eerst is vermeld. Dit diende lange tijd als arrondissementsrechtbank voor het middelste gedeelte van het Inndal, totdat het sticht Wilten deze taak overnam. In 1809 werd ook in Natters gevochten tijdens de Tiroolse Volksopstand. Halverwege de 19e eeuw ontwikkelde Natters zich als toeristenoord gericht op het zomertoerisme. De gemeente kreeg economische impulsen door de aanleg van de Stubaitalspoorlijn in 1904 en de Olympische Winterspelen van 1964 en 1976 in Innsbruck.

## Geboren
- Franz Oberacher (1954), voetballer